# ایرتل پیمنتس بنک
ایرتل پیمنتس بنک (انگلیسی: Airtel Payments Bank) شرکت خدمات مالی و بانکداری هندی است، که در سالر۲۰۱۷ تأسیس شد.